# Hvozdec (Moravia meridionale)
Hvozdec (in tedesco Hoschtetz) è un comune della Repubblica Ceca facente parte del distretto di Brno-venkov, in Moravia Meridionale.